# Ahava Hi Shir Lishnayim
 (хебр. אהבה היא שיר לשניים; у преводу Љубав је песма за двоје) песма је израелске певачице Иланит на хебрејском језику, која је представљала Израел на Песми Евровизије 1977. у Лондону. Био је то пети узастопни наступ Израела на том такмичењу, а други наступ Иланит на Песми Евровизије, пошто је своју земљу представљала четири године раније са песмом Ey Sham. Аутори песме су Елдад Шрим који је написао музику и Една Пелег која је написала текст. 
Током финалне вечери Евросонга која је одржана 7. маја, израелска песма је изведена 11. по реду, а оркестром је током наступа уживо дириговао Елдад Шрим. Након гласања чланова стручног жирија из свих земаља учесница, песма Ahava Hi Shir Lishnayim је са 49 освојених бодова заузела укупно 11. место у конкуренцији 18 композиција.

## Поени у финалу
| 12 поена             | 10 поена   | 8 поена            | 7 поена        | 6 поена |
| -------------------- | ---------- | ------------------ | -------------- | ------- |
| —                    | Швајцарска |                    | Ирска · Монако | Шпанија |
| 5 поена              | 4 поена    | 3 поена            | 2 поена        | 1 поен  |
| Холандија · Норвешка | —          | Аустрија · Шведска | Француска      | Белгија |